# じゃまおくん
じゃまおくんは日本のブロガー、著作家。
2001年8月11日よりマンガレビューサイト「BLACK徒然草」を運営しているほか、マンガレビュー記事を複数のメディアに寄稿していた。略称として「J君」と呼ぶことがある。

## 概要
2001年8月11日にマンガレビューサイトテキストサイト「BLACK徒然草」を開設、2000年代初頭にブームとなった「侍魂」や「バーチャルネットアイドル ちゆ12歳」などのテキストサイトの影響を受けていると思われ、いわゆるフォントいじりを行ったテキストを掲載するサイト構成となっていた。サイト開設当時はマンガ以外にも映画や音楽などの複数ジャンルをレビューしていたが、現在はほぼマンガレビューが中心となっている模様。
マンガでは「とどろけ!一番」「いけない!ルナ先生」などを紹介、映画では「死霊の盆踊り」「幻の湖」などのカルト映画作品や、海外のいわゆるパチ物実写映画として「台湾版ドラゴンボール（新七龍珠）」「韓国版北斗の拳」などを紹介している。
2006年にサイト上で「孤独のグルメ」原作作品を紹介しており、当該記事が長期間Google検索で上位表示されていたことから、「孤独のグルメ」ブームの火付け役の一人と評価されており、2015年の「孤独のグルメ2巻」発刊記念イベントにも出演している。

## 活動
- 2003年
  - 8月　宝島別冊　音楽誌が書かないJポップ批評29「氣志團と「俺たちのヤンキー・ロック」」　横浜銀蠅に関するコラムを寄稿
  - 12月　別冊宝島　音楽誌が書かないJポップ批評33「バンドブームクロニクル1985-1987」 BOØWYに関するコラムを寄稿
- 2010年
  - BLACK徒然草の書籍化『なんだ!? このマンガは!?』を彩図社より出版　2010年　CloseUp NetTube（Livedoor運営）でのコラム掲載
  - テレビブロス2010/12/08発売号「ネット探偵団」で、孤独のグルメ火付け役としてインタビュー記事掲載[2]
- 2011年
  - グルメレビューの電子書籍『BLACK徒然草〜グルメチャレンジ編〜』をforkNより刊行
  - 震災復興チャリティイベントしてトークライブイベント「なんだ!?このマンガは!?ナイト!!」を東京カルチャーカルチャーで開催[3]
- 2014年〜2019年　日刊サイゾーでコラム「ザオリク的マンガ読み」を連載
- 2015年
  - BLACK徒然草の書籍化続編『このマンガ 恐るべし・・・!!』を彩図社より出版
  - 出版記念トークイベント「バカ漫画野球拳七番勝負」を開催
  - TOKYO FM「SUNDAY FLICKERS一之輔のそこがしりたい！」出演
  - 阿佐ヶ谷 よるのひるねにてイベント「オールバカ漫画トーク」出演
  - 「マンガ『孤独のグルメ2巻』発売記念マニアックトーク」出演
- 2019年〜2020年　日刊サイゾーでコラム「WEB漫クエスト」を連載

## 著書
- 『なんだ!? このマンガは!?』彩図社（2010）ISBN 978-4883927692
- 『このマンガ 恐るべし・・・!!』彩図社（2015）ISBN 978-4801300729